# Busquístar
Busquístar ist eine Gemeinde in der spanischen Provinz Granada im südlichen Andalusien. Der Ort liegt auf 1.160 m Höhe am Rio Trevélez in den Alpujarras, einer der Sierra Nevada im Süden vorgelagerten Gebirgsregion. Busquístar hatte 2024 308 Einwohner, deren weiß gestrichene Häuser im maurischen Stil erbaut wurden. Sie weisen Flachdächer und die typischen runden Kamine auf, die hauptsächlich zum Trocknen von Maiskolben und Paprikabündeln genutzt werden. Touristen finden in Buquístar drei kleine Bars, zwei Supermärkte, eine Bäckerei und zwei Gaststätten. Im Gesundheitszentrum ist jeden Morgen ein Arzt anwesend.

## Geschichte
Das Wort Alpujarras kommt aus dem Arabischen und bedeutet Wiesen. Die ersten Berichte über die Alpujarras gibt es seit der arabischen Besiedlung ab 711 durch zuwandernde Berber. Sie terrassierten das Land und entwickelten ein ausgeklügeltes Bewässerungssystem. Im 13. Jahrhundert teilten die von Granada aus herrschenden Nasriden die Region in Tahas genannte große Gemeindebezirke ein und befestigten diese mit Burgen und Türmen. Buquístar gehörte zum Taha de Ferreira und ab 1499 zum Taha de Orgiva. Etwa 4 km südwestlich von Buquístar liegen die Überreste einer ehemaligen maurischen Siedlung und Moschee namens La Mezquita (dt. Die Moschee). Die auf einem rund 1.200 m hohen Berg errichteten Gebäude stammen aus der Zeit zwischen dem 8. und 14. Jahrhundert und ihre Bewohner waren vermutlich die Vorfahren der heutigen Bevölkerung von Busquístar. Im frühen 20. Jahrhundert wurde die Umgebung der ehemaligen Moschee nach vergrabenen Schätzen untersucht. Zu diesem Zweck erfolgten über 20 Meter tiefe Grabungen. Um das Gebiet zu sichern, wurde es im Jahr 2007 unter staatlichen Schutz gestellt und zum Sitio Historico de la Alpujarra (dt. Historische Stätte der Alpujarras) erklärt.

## Weblinks

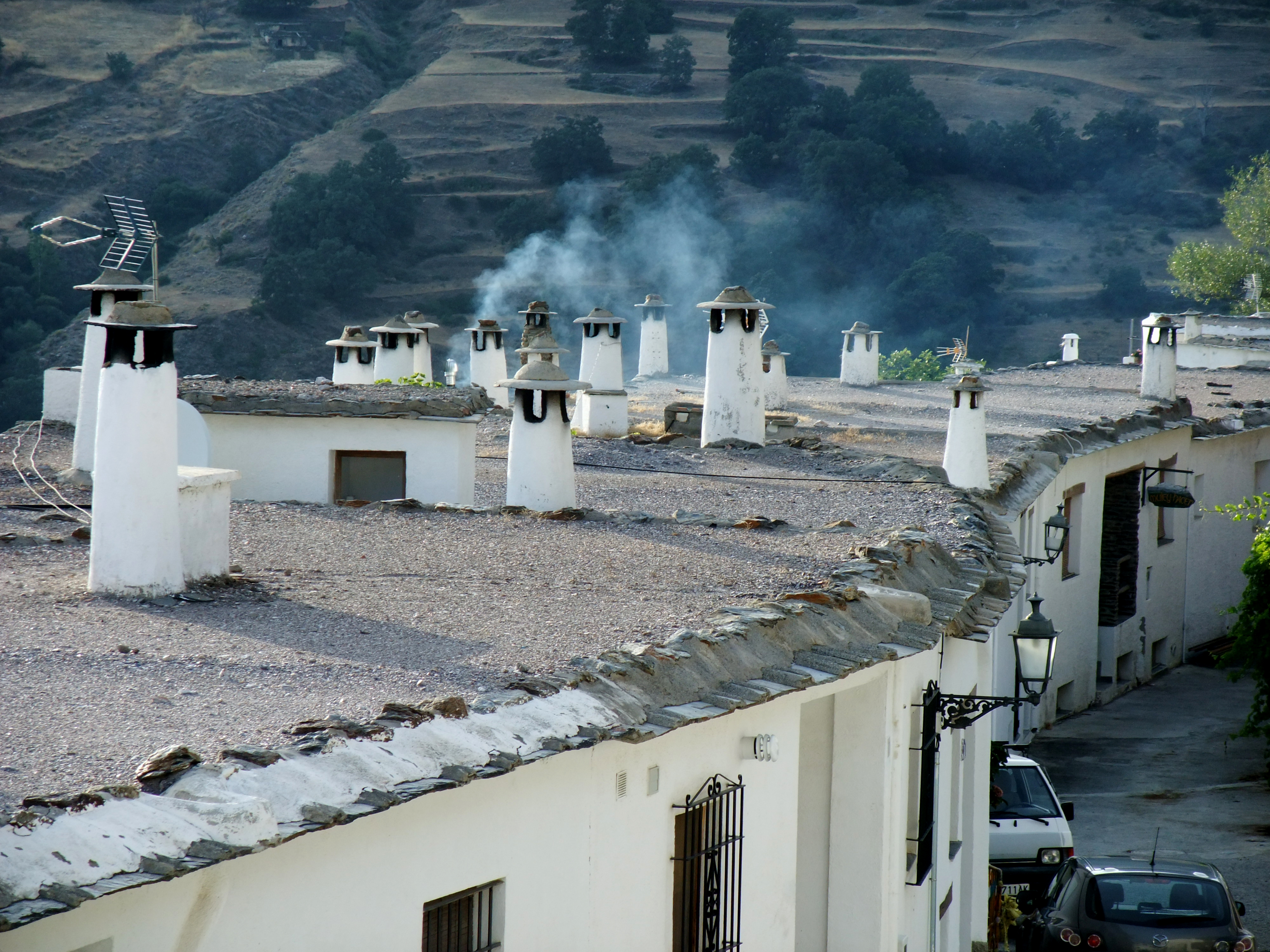
Schornsteine in den Alpujarras